# Chaudron-en-Mauges
Chaudron-en-Mauges és un municipi francès situat al departament de Maine i Loira i a la regió de País del Loira. L'any 2007 tenia 1.416 habitants.

## Demografia

### Població
El 2007 la població de fet de Chaudron-en-Mauges era de 1.416 persones. Hi havia 532 famílies de les quals 144 eren unipersonals (76 homes vivint sols i 68 dones vivint soles), 184 parelles sense fills, 184 parelles amb fills i 20 famílies monoparentals amb fills.
La població ha evolucionat segons el següent gràfic:
Habitants censats

### Habitatges
El 2007 hi havia 570 habitatges, 531 eren l'habitatge principal de la família, 10 eren segones residències i 29 estaven desocupats. 541 eren cases i 28 eren apartaments. Dels 531 habitatges principals, 406 estaven ocupats pels seus propietaris, 121 estaven llogats i ocupats pels llogaters i 5 estaven cedits a títol gratuït; 1 tenia una cambra, 28 en tenien dues, 89 en tenien tres, 143 en tenien quatre i 271 en tenien cinc o més. 425 habitatges disposaven pel capbaix d'una plaça de pàrquing. A 237 habitatges hi havia un automòbil i a 249 n'hi havia dos o més.

### Piràmide de població
La piràmide de població per edats i sexe el 2009 era:
| Homes | Edats   | Dones |
| ----- | ------- | ----- |
| 0     | 95 o +  | 4     |
| 4     | 90 a 94 | 4     |
| 8     | 85 a 89 | 16    |
| 16    | 80 a 84 | 24    |
| 16    | 75 a 79 | 28    |
| 36    | 70 a 74 | 56    |
| 36    | 65 a 69 | 52    |
| 32    | 60 a 64 | 32    |
| 36    | 55 a 59 | 20    |
| 60    | 50 a 54 | 64    |
| 52    | 45 a 49 | 40    |
| 84    | 40 a 44 | 60    |
| 44    | 35 a 39 | 36    |
| 60    | 30 a 34 | 32    |
| 12    | 25 a 29 | 28    |
| 32    | 20 a 24 | 44    |
| 40    | 15 a 19 | 60    |
| 60    | 10 a 14 | 32    |
| 48    | 5 a 9   | 32    |
| 24    | 0 a 4   | 32    |

## Economia
El 2007 la població en edat de treballar era de 865 persones, 640 eren actives i 225 eren inactives. De les 640 persones actives 605 estaven ocupades (335 homes i 270 dones) i 35 estaven aturades (20 homes i 15 dones). De les 225 persones inactives 94 estaven jubilades, 56 estaven estudiant i 75 estaven classificades com a «altres inactius».

### Ingressos
El 2009 a Chaudron-en-Mauges hi havia 537 unitats fiscals que integraven 1.321 persones, la mediana anual d'ingressos fiscals per persona era de 16.467 €.

### Activitats econòmiques
Dels 38 establiments que hi havia el 2007, 1 era d'una empresa extractiva, 1 d'una empresa alimentària, 3 d'empreses de fabricació d'altres productes industrials, 10 d'empreses de construcció, 6 d'empreses de comerç i reparació d'automòbils, 3 d'empreses de transport, 1 d'una empresa d'hostatgeria i restauració, 2 d'empreses immobiliàries, 5 d'empreses de serveis, 4 d'entitats de l'administració pública i 2 d'empreses classificades com a «altres activitats de serveis».
Dels 8 establiments de servei als particulars que hi havia el 2009, 1 era un taller de reparació d'automòbils i de material agrícola, 4 fusteries, 1 lampisteria, 1 perruqueria i 1 restaurant.
Dels 2 establiments comercials que hi havia el 2009, 1 era un supermercat i 1 una fleca.
L'any 2000 a Chaudron-en-Mauges hi havia 58 explotacions agrícoles que ocupaven un total de 2.808 hectàrees.

## Equipaments sanitaris i escolars
El 2009 hi havia 1 hospital de tractaments de curta durada, 1 hospital de tractaments de mitja durada (seguiment i rehabilitació), 1 un hospital de tractaments de llarga durada, 1 farmàcia i 1 ambulància.
El 2009 hi havia 2 escoles elementals.

## Poblacions més properes
El següent diagrama mostra les poblacions més properes.